# シャモア級通報艦
| シャモア級通報艦   | シャモア級通報艦                                                                      |
| ------------------ | ------------------------------------------------------------------------------------- |
| 「シュヴルイユ」   |                                                                                       |
| 艦級概観           |                                                                                       |
| 艦種               | 通報艦                                                                                |
| 艦名               |                                                                                       |
| 前級               | エラン級                                                                              |
| 次級               |                                                                                       |
| 性能諸元（計画値） |                                                                                       |
| 排水量             | 基準：647トン 満載：895トン                                                           |
| 全長               | 78.3m                                                                                 |
| 水線長             | 73.8m                                                                                 |
| 全幅               | 8.7m                                                                                  |
| 吃水               | 3.28m                                                                                 |
| 機関               | スルザー式ディーゼル機関2基2軸推進                                                    |
| 最大出力           | 4,000hp                                                                               |
| 最大速力           | 20.0ノット                                                                            |
| 航続距離           | 14.5ノット/4,000海里 9ノット/10,000海里                                               |
| 燃料               | 重油：100トン                                                                         |
| 乗員               | 103名                                                                                 |
| 兵装               | Model 1933年型 10cm（-口径）連装速射砲1基 Model 1929年型 13.2 mm（76口径）単装機銃4丁 |

シャモア級通報艦（フランス語: Aviso Classe Chamois）は、フランス海軍が第二次世界大戦前に建造した通報艦で同海軍では二等通報艦に類別していた。本級はフランスが世界中に持っていた植民地（フランス植民地帝国）や保護国を警備するために建造された艦級である。

## 概要
通報艦とは二通りあり、一つは艦隊に付随して敵艦隊の情報を艦隊に通信する艦隊通報艦が主流であったが、その役割は艦隊の前衛たる駆逐艦が担う事となり、もう一つは本国から海外領土や植民地への海路を警備し、現地での権益と治安を保護するための活動を行う植民地通報艦があり、イギリス海軍ではスループがその役割を担っていたがフランス海軍では独自に通報艦（Aviso）として整備し続けていた。
本級は掃海能力を持つ二等通報艦として1935年度計画で1隻、1936年度計画で4隻、1937年度計画で8隻の計13隻が建造・就役した。

## 艦形について

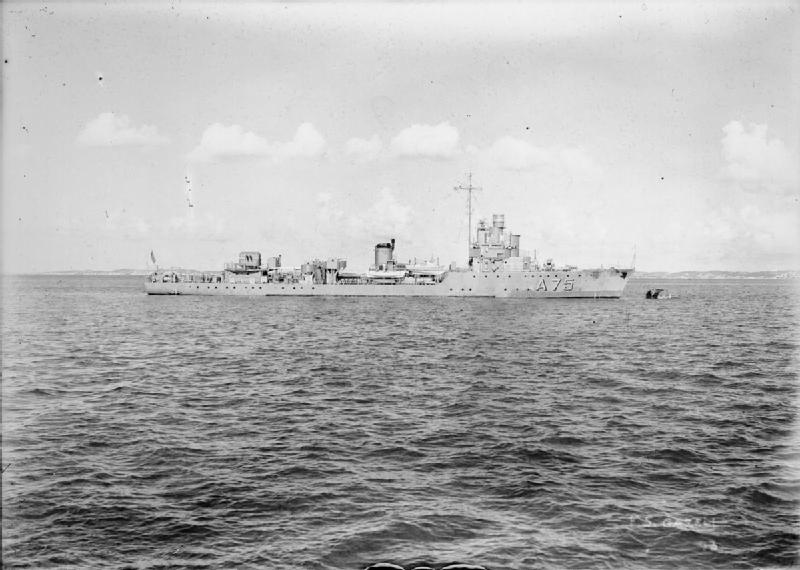
写真は「ガゼル」。

本級の船体形状は、前級とは異なり凌波性を考慮した船首楼型とした。船首楼後端に艦橋と簡素な単脚式の前部マストが設けられた。
船体中央部に1本煙突が立つが、煙突の周りは艦載艇置き場となっており、上部構造物後部の舷側の2本1組のボート・ダビッドが片舷1基ずつ計2基により運用された。
煙突の後方の後部見張り台を基部として単脚式の後部マストが立ち、船体後部の居住区の上に主武装が配置された。設計時は1892年型 10cm単装速射砲1基もしくは9cm連装高角砲1基が配置された。後に自由フランス軍時代にはイギリス海軍の10.2cm（45口径）連装高角砲が搭載された艦もあった。艦尾甲板上には掃海具が設置された。

## 同型艦
- シャモア（Chamois）

ロリアン造船所で1936年11月に起工、1938年4月29日に進水、1939年に竣工。1942年11月27日にトゥーロンで自沈。1943年にイタリア海軍が鹵獲して「FR23」となる。同年9月9日にドイツ海軍が鹵獲して「SG21」と改名するが11月23日に空襲で撃沈。浮揚後の1944年8月15日にアメリカ空軍の空襲で沈没。
- アミラル・セネ（Amiral Senes）

プロヴァンス造船所で1939年8月起工、1942年に建造中止。11月にドイツ軍に鹵獲後に「SG16」となる。1944年8月21日にマルセイユで自沈。
- シュヴルイユ（Chevreuil）

ロリアン造船所で1937年6月起工、1939年6月に進水、1939年に竣工。1940年7月3日にポーツマスで武装解除後、自由フランス海軍に所属。1959年にチュニジア海軍に売却されて「ダスツル（Destur）」となる。
- アンセーニュ・バランデ（Enseigne Ballande）

プロヴァンス造船所で1939年8月起工、1942年5月に建造中止。11月にドイツ軍に鹵獲後に「SG17」となる。1944年8月20日にマルセイユで自沈。
- ガゼル（Gazelle）

ロリアン造船所で1937年に起工、1939年に進水、1939年に竣工。1940年にダカール沖で鹵獲後に自由フランス海軍に再就役。
- ラ・シュプリーズ（La Surprise）

ロリアン造船所で1938年4月起工、1939年6月17日に進水、1940年に竣工。1942年11月8日にオランでイギリス海軍の駆逐艦「ブリリアント」と交戦して戦没。
- メトレー・ルブラン

プロヴァンス造船所で1939年8月起工、1942年10月7日に建造中止。11月にドイツ軍に鹵獲後に「SG14」となる。1944年8月24日にカプリ島沖で連合軍の空襲により戦没
- リゴー・デ・ラ・トーチ（Rageot de la Touche）

プロヴァンス造船所で1939年8月起工、1942年9月2日に建造中止。11月にドイツ軍に鹵獲後に「SG15」となる。1944年5月にジェノヴァでイギリス海軍の潜水艦「ユニバーサル（HMS Universal）」により戦没。

## 参考図書
- 「世界の艦船増刊第17集　第2次大戦のフランス軍艦」（海人社）
- 「Conway All The World's Fightingships 1922-1946」（Conway）